# Anomalisten
Als Anomalisten bezeichnet man in der Sprachwissenschaft die Vertreter der These, dass eine gewachsene Sprache keine logischen Strukturen hat und man diese bei der Erstellung einer Ausbausprache künstlich schaffen müsse. Somit sind auch Dialekte als Anomalie zu betrachten, die von einer wünschenswerten logisch strukturierten Norm abweichen. Die Vertreter der gegenteiligen Position werden als Analogisten bezeichnet, die betonen, dass jedes organisch gewachsene System, wie eben auch Sprachen, eine inhärente Logik habe.
Beide Begriffe stammen ursprünglich aus der griechischen Antike. Damals wurden die Anomalisten durch die Schule von Pergamon, die Analogisten durch die Schule von Alexandria, unter anderem mit Aristarchos von Samothrake, vertreten. Sie wurden in der Zeit des Barock und der Frühaufklärung im deutschsprachigen Raum wieder aufgegriffen, als es darum ging, eine genormte und allgemein anerkannte überregionale Standardsprache zu finden. Dabei vertraten die Anomalisten (Fürst Ludwig I. von Anhalt-Köthen, Christian Gueintz) die These, dass ein solches Deutsch aus dem anerkannten und unter den Gebildeten am meisten verbreiteten Gebrauch abgeleitet werden müsse.
Die bekanntesten Anomalisten im deutschsprachigen Raum waren im 18. Jahrhundert Johann Christoph Gottsched und Johann Christoph Adelung.

## Beispiel
„... Die erste (sprachideologische) Konfliktlinie, die aus der schulenspezifischen Verwendung von teutsch versus deutsch ersichtlich wird, ist die zwischen Analogisten und Anomalisten. Erstere vertreten die These, dass <teutsch> geschrieben werden müsse, da es von dem Wort ‚Teutones‘ etymologisch hergleitet werden könne. Die Anomalisten schreiben stattdessen <deutsch>, weil sie die Schreibung der Aussprache anpassen {Fußnote: Gottsched (1762, ‚Vollständigere und Neuerläuterte Deutsche Sprachkunst.‘ S. 680) erklärt diesbezüglich: ‚Da nun in so vielen Wörtern das Th […] in neuern Zeiten in ein D verwandelt worden: so ist es ja überaus billig, […] nicht Teutsch sondern Deutsch zu schreiben.‘}. 
Eine zweite (sprachgeographische) Konfliktlinie zeichnet sich zwischen den Anhängern einer ostmitteldeutschen bzw. einer oberdeutschen Leitvarietät ab. Adelung (1781, ‚Über die Geschichte der Deutschen Sprache, über Deutsche Mundarten und Deutsche Sprachlehre.‘ S. 16) fasst diesen Disput pointiert zusammen: ‚Sehr unnütz ist der Streit, ob man diesen Nahmen Deutsch oder Teutsch schreiben müsse. Ganz Nieder-Deutschland schreibt und spricht Düdsch; Ober-Deutschland nach seiner Liebe zu harten Buchstaben Teutsch. Im Hochdeutschen gehet man […] die Mittelstraße, verbindet beyde, und spricht seit langer Zeit Deutsch.‘ ...“